# Лам, Роналд
Ро́налд Лам (иер. 林昭霆, кант.-рус. Лам Чхиутхи́н, кит.-рус. Линь Чжаоти́н; англ. Ronald Lam; род. 13 февраля 1991) — канадский и гонконгский фигурист, выступавший в одиночном катании. Чемпион Гонконга (2012—2015) и участник чемпионата мира (2013—2015).

## Карьера
Лам родился 13 февраля 1991 года в Гонконге. Когда мальчику было три года, семья переехала в Канаду. Там в 1999 году он начал заниматься фигурным катанием. Во время соревновательной карьеры проживал в городе Кокуитлам, тренируясь в местном клубе фигурного катания под руководством Бруно Дельмаэстро и Келли Шампань.
До 2010 года фигурист представлял Канаду на международных соревнованиях. Участвовал в турнирах юниорской серии Гран-при. В 2008 году на этапе в Италии, где на старт вышел тридцать один спортсмен, он занял шестое место, вслед за японцем Юдзуру Ханю. При этом, после короткого проката Лам на два балла опережал будущего двукратного олимпийского чемпиона из Японии.
Следующий этап карьеры Лама связан с выступлениями за сборную Гонконга, за которую он катался четыре сезона. За этот период, продолжая тренироваться в Кокуитламе у Дельмаэстро и Шампань, Роналд четырежды становился чемпионом Гонконга и три раза выступил на чемпионате мира. По его собственным словам, заключительный год в спорте был лучшим в плане результатов. На чемпионате мира 2015 он финишировал четырнадцатым, будучи ранее тридцатым и двадцать восьмым.
В мае 2015 года Лам окончил Университет Британской Колумбии со степенью бакалавра в области компьютерных наук. Для реализации себя вне спорта, он завершил карьеру фигуриста, поскольку это отнимало много времени и усилий. Позже работал помощником тренера в клубе фигурного катания «Sunset» (Ванкувер).

## Результаты
| Результаты выступлений за Канаду |       |       |       |       |
| Соревнования                     | 07/08 | 08/09 | 09/10 | 10/11 |
| Международные среди юниоров      |       |       |       |       |
| Чемпионат мира                   |       |       | 20    |       |
| Гран-при Хорватия                |       |       | 9     |       |
| Гран-при Польши                  |       |       | 5     |       |
| Гран-при Италии                  |       | 6     |       |       |
| Гран-при Белоруссии              |       | 11    |       |       |
| Гран-при Эстонии                 | 15    |       |       |       |
| Национальные                     |       |       |       |       |
| Чемпионат Канады                 |       |       | 9     | 7     |
| ЧК среди юниоров                 | 11    | 4     |       |       |

| Результаты выступлений за Гонконг |       |       |       |       |
| Соревнования                      | 11/12 | 12/13 | 13/14 | 14/15 |
| Международные                     |       |       |       |       |
| Чемпионат мира                    |       | 30    | 28    | 14    |
| Четыре континента                 |       |       | 26    | 13    |
| Nebelhorn Trophy                  |       |       | 26    |       |
| Autumn Classic                    |       |       |       | 5     |
| U.S. Classic                      |       | 5     |       | 5     |
| Универсиада                       |       | 6     |       | 5     |
| Asian Trophy                      |       | 1     |       | 5     |
| New Year's Cup                    |       | 2     |       |       |
| Volvo Open Cup                    |       | 3     |       |       |
| Merano Cup                        |       | 5     |       |       |
| Национальные                      |       |       |       |       |
| Чемпионат Гонконга                | 1     | 1     | 1     | 1     |